# Prestatiemotivatie
Prestatiemotivatie is de wil om (moeilijke) taken aan te kunnen. Personen met een hoge prestatiemotivatie hebben er veel voor over te ervaren of te laten blijken dat zij een opdracht tot een goed einde kunnen brengen.
Prestatiemotivatie is niet constant in het leven en verschilt van persoon tot persoon. Studenten hebben doorgaans een hogere prestatiemotivatie dan de gemiddelde persoon. Mensen met een lagere prestatiemotivatie zullen over het algemeen gemakkelijke taken ("dan slaag ik zeker"), of juist heel moeilijke taken ("dan is het geen schande als het niet lukt") kiezen. Mensen met een hoge prestatiemotivatie zullen taken kiezen die net boven hun kunnen liggen. Iemand met een lage prestatiemotivatie kan aangemoedigd worden door de bewondering die hij of zij oogst bij het behalen van een taak.

## Meten van de prestatiemotivatie
Prestatiemotivatie kan gemeten worden met drie methoden.
1. Door te testen wat voor een moeilijkheid de kandidaat kiest: te gemakkelijk, moeilijk, of té moeilijk.
2. Door een plaatjestest waarbij de kandidaat een verhaaltje moet verzinnen. Zo worden de onbewuste motieven getest.
3. Door een vragenlijst in te vullen waarbij de bewuste motieven worden getest, of het gedrag wordt beschreven dat aan prestatiemotivatie is gelinkt, bijvoorbeeld in de PMT (prestatiemotivatietest) van H. Hermans.